# Polizeiliche Beobachtung
Die Ausschreibung zur polizeilichen Kontrolle bzw. Ausschreibung zur polizeilichen Beobachtung, kurz Polizeiliche Beobachtung (PB), auch Kontrollmeldung bzw. Kontrollspeicherung genannt, ist eine Maßnahme der vorbeugenden Bekämpfung von Straftaten durch die Polizei in Deutschland. Sie ist personenbezogen und zählt zur Personenfahndung.

## Abgrenzung
Diese Standardmaßnahme ist von der planmäßig angelegten Beobachtung (Observation) als Mittel zur Datenerhebung zu unterscheiden. Auch die Videoüberwachung in öffentlich zugänglichen großflächigen Anlagen und im öffentlichen Personenverkehr ist Teil der polizeilichen Beobachtung.

## Maßnahme
Die Polizeiliche Beobachtung ist eine Maßnahme zur Erhebung polizeirelevanter Daten. Wird eine Person oder eine von dieser Person benutzte Sache (Fahrzeug) zur polizeilichen Beobachtung ausgeschrieben, erfolgt ein entsprechender Eintrag in das bundesweit vernetzte elektronische Informationssystem der Polizei (INPOL). Das Kennzeichen eines Kraftfahrzeuges, die Identifizierungsnummer oder äußere Kennzeichnung eines Wasserfahrzeuges, Luftfahrzeuges oder eines Containers kann ausgeschrieben werden, wenn das Fahrzeug auf eine ausgeschriebene Person zugelassen ist oder das Fahrzeug oder der Container von ihr oder einer bisher namentlich nicht bekannten Person genutzt wird, die einer Straftat von erheblicher Bedeutung verdächtig ist. Von diesem Zeitpunkt an werden alle über die beobachtete Person gewonnenen Erkenntnisse (z. B. Antreffensorte, Begleitpersonen, mitgeführte Sachen) in dieser Datei gespeichert. Die Polizei versucht auf Grundlage der ihr übermittelten Informationen ein sogenanntes punktuelles Bewegungsprofil der beobachteten Person zu erstellen. Durch die Sammlung dieser Daten entsteht ein Bewegungsbild der Person. Dieses Bewegungsbild kann für die vorbeugenden Bekämpfung von Straftaten verwendet werden. Die Datenerhebung geschieht dabei im Grunde zufällig. Das bedeutet, dass die Polizei die betroffene Person nicht gezielt beobachten muss. Sie kann die Daten auch dann erheben, wenn die Person beispielsweise im Rahmen einer Verkehrskontrolle oder einer allgemeinen Personenkontrolle in Kontakt mit Polizeibehörden tritt.

## Voraussetzungen
Die Ausschreibung ist zulässig, wenn die Gesamtwürdigung der Person und ihrer bisherigen Straftaten erwarten lassen, dass sie auch künftig Straftaten von erheblicher Bedeutung begehen wird, oder die Voraussetzungen für die Anordnung einer Observation gegeben sind, und tatsächliche Anhaltspunkte die Annahme rechtfertigen, dass die auf Grund der Ausschreibung gemeldeten Erkenntnisse über Ort und Zeit des Antreffens der Person, etwaiger Begleitpersonen, des Kraftfahrzeuges und des Führers des Kraftfahrzeuges sowie über mitgeführte Sachen, Verhalten, Vorhaben und sonstige Umstände des Antreffens für die Verhütung von Straftaten von erheblicher Bedeutung erforderlich sind. Weitere Maßnahmen (wie Durchsuchung) gegen eine ausgeschriebene Person oder die ein ausgeschriebenes Kraftfahrzeug führt, sind nur zulässig, wenn jeweils die besonderen rechtlichen Voraussetzungen für diese Maßnahmen erfüllt sind.

## Anordnungsbefugnis und zeitliche Befristung
Die Ausschreibung bedarf je nach Rechtsgrundlage und Dringlichkeit der Anordnung durch die Staatsanwaltschaft, das Gericht oder die Behördenleitung der Polizei, in manchen Fällen ist nachträglich eine richterliche Bestätigung einzuholen.
Die Polizei kann ihre Anordnungsbefugnis auf Dienststellenleiter übertragen.
Die Anordnung ergeht schriftlich mit folgenden Angaben:
- die Personalien der betroffenen Person sowie das amtliche Kennzeichen der von ihr benutzten oder eingesetzten Fahrzeuge,
- Art, Umfang und Dauer der Ausschreibung unter Benennung des Endzeitpunktes und
- die wesentlichen Gründe.

Die Anordnung ist zu befristen, die Erst-Anordnungshöchstdauer ist zu beachten. Nach Ablauf einer (womöglich kürzeren) Prüffrist ist zu prüfen, ob die Voraussetzungen für die Anordnung noch bestehen. Das Ergebnis dieser Prüfung ist zu dokumentieren. Verlängerungen, jeweils höchstens um die Verlängerungsfrist, sind zulässig, wenn die Voraussetzungen der Anordnung unter Berücksichtigung der gewonnenen Erkenntnisse weiterhin erfüllt sind.
Je nach zu beachtender Gesetzesgrundlage sind die Fristen unterschiedlich.
Nach § 163e StPO beträgt die Erst-Anordnungshöchstdauer ein Jahr, die Verlängerungsfrist drei Monate.
Nach § 65 BKAG in Verbindung mit § 47 BKAG beträgt die Erst-Anordnungshöchstdauer und implizit die Verlängerungsfrist ein Jahr, die Prüffrist sechs Monate.
Nach § 187 LVwG-SH betragen alle Fristen einheitlich sechs Monate.

## Rechtliche Grundlage
In den Polizeigesetzen der Länder gibt es Regelungen, beispielsweise:
- Landesrecht Bayern – Art. 40 PAG (Gesetz über die Aufgaben und Befugnisse der Bayerischen Polizei, Polizeiaufgabengesetz),
- Landesrecht Berlin – § 27 ASOG Bln (Allgemeines Gesetz zum Schutz der öffentlichen Sicherheit und Ordnung in Berlin, Allgemeines Sicherheits- und Ordnungsgesetz),
- Landesrecht Hessen – § 17 HSOG (Hessisches Gesetz über die öffentliche Sicherheit und Ordnung),
- Landesrecht Niedersachsen – § 37 NPOG (Niedersächsisches Polizei- und Ordnungsbehördengesetz),
- Landesrecht Rheinland-Pfalz – § 43 POG (Polizei- und Ordnungsbehördengesetz),
- Landesrecht Sachsen-Anhalt – § 19 SOG LSA (Gesetz über die öffentliche Sicherheit und Ordnung des Landes Sachsen-Anhalt),
- Landesrecht Schleswig-Holstein – § 187 LVwG (Allgemeines Verwaltungsgesetz für das Land Schleswig-Holstein).

Gefahrenabwehrend sieht das Gesetz über das Bundeskriminalamt und die Zusammenarbeit des Bundes und der Länder in kriminalpolizeilichen Angelegenheiten (Bundeskriminalamtgesetz – BKAG) nach § 65 die Ausschreibung zur polizeilichen Beobachtung, Ermittlungsanfrage oder gezielten Kontrolle vor.
Im Bereich der Strafverfolgung durch § 163e Strafprozeßordnung geregelt. Die Ausschreibung nach § 163e StPO zur polizeilichen Beobachtung darf nur durch das Gericht angeordnet werden, bei Gefahr im Verzug kann die Anordnung auch durch die Staatsanwaltschaft getroffen werden. Wurde die Anordnung durch die Staatsanwaltschaft getroffen, ist unverzüglich die gerichtliche Bestätigung der Anordnung erforderlich.

## Statistik
Zum 1. Januar 2008 waren 31.577, zum 1. Oktober 2006 33.541, zum 1. September 2003 16.378 Personen nach Artikel 99 des Schengener Durchführungsübereinkommens vom 19. Juni 1990 im Schengener Informationssystem ausgeschrieben. 87 Prozent der Ausschreibung zum 1. Oktober 2006 waren von Frankreich und Italien initiiert worden. Bei rund 30.000 ausgeschriebenen Personen im Jahre 2005 erzielten die Polizei- und Grenzschutzbehörden der Schengen-Staaten insgesamt 2.236 Treffer.
142 Personen waren am 31. Mai 1991 vom Bundeskriminalamt und 35 Personen von der Grenzschutzdirektion zur Polizeilichen Beobachtung ausgeschrieben.
Vor der Einfügung der entsprechenden Paragraphen in die StPO (im Zuge des OrgKG von 1992) und in die Polizeigesetze der Länder (etwa ab 1986) diente die noch heute gültige Polizeidienstverordnung (PDV) 384.2 als einzige Rechtsgrundlage.
Die Polizeien einiger Bundesländer berichten über derartige Maßnahmen. Die Polizei Schleswig-Holstein berichtete, dass sie im Jahr 2020 keine derartige Maßnahme durchgeführt habe.